# Casbia calliorma
Casbia calliorma är en fjärilsart som beskrevs av Turner 1919. Casbia calliorma ingår i släktet Casbia och familjen mätare. Inga underarter finns listade i Catalogue of Life.